# Рохас, Хавьер
Хавьер Рохас Игуаро (исп. Javier Rojas Iguaro; родился 14 января 1996 года, Санта-Крус-де-ла-Сьерра, Боливия) — боливийский футболист, вратарь клуба «Боливар».

## Клубная карьера
Рохас — воспитанник клуба «Боливар». В 2017 году Хавьер в поисках игровой практики перешёл в «Атлетико Циклон», а затем в «Петролеро», но так и не смог стать основным вратарём в этих командах. В начале 2018 года Рохас подписал соглашение с клубом «Насьональ Потоси». 7 апреля в матче против «Рояль Пари» он дебютировал в боливийской Примере. Во втором сезоне Хавьер выиграл конкуренцию и стал основным вратарём команды. В начале 2020 года Рохас вернулся в «Боливар». 1 марта в матче против «Реал Потоси» он дебютировал за основной состав.

## Международная карьера
В начале 2013 года Рохас в составе юношеской сборной Боливии принял участие в юношеском чемпионате Южной Америки в Аргентине. На турнире он сыграл в матчах против Чили, Перу, Бразилии и Уругвая.
В начале 2015 года Рохас в составе молодёжной сборной Боливии принял участие в молодёжном чемпионате Южной Америки в Уругвае. На турнире он сыграл в матчах против Парагвая и Эквадора.
В 2019 году Рохас попал в заявку на участие в Кубке Америки в Бразилии. На турнире он был запасным и на поле не вышел.